# 5864 Montgolfier
5864 Montgolfier (1983 RC4) là một tiểu hành tinh vành đai chính được phát hiện ngày 2 tháng 9 năm 1983 bởi N. G. Thomas ở Flagstaff.